# Kiss Árpád (agrármérnök)
Kiss Árpád (Budapest, 1916. január 4. – 2001. április 5.)
Édesapja Kiss András bognár, édesanyja Kerék Erzsébet. Szüleit és testvérét kicsi korában elvesztette, először anyai nagyanyja, majd édesanyja húga nevelte. Középiskolai tanulmányait Budapesten, a Székesfővárosi Kertészképző Iskolában végezte, majd a mosonmagyaróvári Mezőgazdasági Akadémián szerzett diplomát (megszakítások után 1957-ben).
1936-tól 1939-ig magánkertészetben dolgozott, majd a tényleges katonaidő letöltése után 1941-ben a mosonmagyaróvári Állami Növénynemesítő Intézetben volt gyakornok.
1942. április 5-től 1945. május 7-ig frontszolgálatot teljesített, angol fogságba került, ahonnan 1946 januárjában szökés révén szabadult.

## Munkássága
Mint gyakornok a Növénynemesítő Intézet fajtakísérleti és vetőmag ellenőrzéseit végezte. Később a paradicsom, borsó, kukorica, búza nemesítésben segédkezett, 1947-től a biológiai laboratóriumban volt asszisztens. 1950-ben Martonvásárra, a Magyar Tudományos Akadémia Növénytermesztési Kutatóintézetébe került, ahol a borsó nemesítésével és a búza-rozs hibridek előállításával bízták meg. 1957 óta Kecskeméten a Duna-Tisza-közi Mezőgazdasági Kísérleti Intézetben (ma Zöldségtermesztési Kutatóintézet Rt.) dolgozott, ahol a búza-rozs hibridek nemesítése mellett 1970-ig a kisgyümölcsű görögdinnye fajták előállítását végezte.
Egyetemi doktori értekezését Gödöllőn védte meg. 1964-ben A "Mikroevolúciós vizsgálatok búza-rozs hibrideken" című értekezésével a biológiai tudományok kandidátusa, 1972-ben "A Triticale genetikája és nemesítése" című disszertációjával a Magyar Tudományos Akadémián a mezőgazdasági tudományok doktora címet nyerte el.
Főleg a növénynemesítés, a citogenetika és a poliploídia iránt érdeklődött. Állandósult búza-rozs hibridjei az eltelt évek alatt az amfipoliploidokban rejlő lehetőségekre mutattak rá. Több olyan új eredménye van, amit nemzetközi viszonylatban is elismertek. Ennek köszönhető, hogy neve ott szerepel a legelső triticale nemesítők között. Felismerte a búza-rozs hibrid keresztezhetőségének fajtaspecifitását, sőt a fajtákon belül olyan származékokat különített el, amelyeknek rozzsal való keresztezhetősége egymástól lényegesen eltér. Oktoploid triticalék nemesítése helyett a szekunder hexaploid triticalék előállítását javasolja, amelyek bőtermő törzsei az átmeneti talajtípusokon már versenyképesek voltak a rozzsal, annál azonban 30-50%-kal több fehérjét tartalmaztak.
A világ két ismert búza-genetikusa az angliai R. Riley és az USA-ban dolgozó G. Kimber írja: "a hexaploid triticalék közti keresztezéssel és szelekcióval új típusokat állított elő Magyarországon Kiss Árpád. Övé az érdem, hogy elsőnek vezette be a történelmi időben egy teljesen új, mesterségesen előállított gabonafaj termesztését a mezőgazdaságba".
Nevéhez fűződik a törpe, féltörpe és az alacsonyszárú triticalék előállítása, ami nemcsak a triticale-, de még a búzanemesítőket is meglepte.

## Díjai, elismerései
Kutatómunkájának elismeréséül a Magyar Tudományos Akadémiától oklevelet, egyszer elnöki jutalmat és 1971-ben az Akadémiai Díj II. fokozatát kapta, 1964-ben az Osztrák Mezőgazdasági Kamara Növénynemesítői Díját, Marklebergben (NDK) aranyérmet kapott. 1965-ben a Munka Érdemrend bronz fokozatát kapta.
Bács-Kiskun megye 1972-ben Mathiász János-emlékéremmel, Kecskemét városa 1982-ben Kecskemét Városért emléklappal jutalmazta. A Mezőgazdasági és Élelmezésügyi Minisztériumtól két alkalommal főigazgatói jutalmat, 1973-ban Fleischmann Rudolf-emlékplakettet kapott, majd 1977-ben a Munka Érdemrend ezüst fokozatát. Életének 85. évében az MTA Darányi Ignác-díját, az FVM Kovács Béla-díját 56-os helytállásáért és Bács-Kiskun megye Tudományos Díját kapta.
A Triticale című könyvét a Mezőgazdasági Könyvkiadó 1970-ben nívódíjban részesítette.
Három görögdinnye és három triticale fajtáját állami elismerésben részesítették.
A Kecskemét város 600 éves jubileuma alkalmából készített emlékérmet a társadalmi, gazdasági, és kulturális életben kifejtett közéleti tevékenységéért kapta meg.

## Tagságai
Tagja volt a Hazafias Népfront Városi Bizottságának, a MTESZ megyei elnökségének, a Katona József Társaságnak, a Magyar Agrártudományi Egyesület Bács-Kiskun megyei szervezetének, a MAE Genetikai és Nemesítő Szakosztálynak, a TIT Mezőgazdasági Bizottságának, a Magyar Biológiai Társaságnak. Részt vett az MTA szegedi Akadémiai Bizottság munkájában. 1970-1980 között vezetőségi tagja volt az Európai Növénynemesítők Szövetségének (EUCARPIA), szerkesztőbizottsági tagja volt a berlini "Archiv für Züchtungforschung"-nak és a szegedi, gabonakutatással foglalkozó "CRC"-nek. Tagja volt néhány kutatóintézet tudományos tanácsának is.

## Publikációi
138 tudományos dolgozata, 26 népszerűsítő, témadokumentációs és egyéb cikke jelent meg. Egy könyvet írt, egyet szerkesztett, háromnak társszerzője. 
Külföldi kutatók magyarországi továbbképzését irányította, Indiában (Delhi, Pantnagar, Punjab) posztgraduális hallgatókat oktatott.
A triticale nemesítésében sok országban sok nemesítővel dolgozott együtt. Szétküldött nemesítési magmintái sok helyen járultak hozzá egy-egy nemesítési munka kezdetéhez, fejlesztéséhez.
1980. március 31-én nyugdíjba ment. Mint nyugdíjas, továbbra is figyelemmel kísérte a görögdinnye és a triticale kutatását, naprakész volt.